# Valley (Alabama)
Valley – miasto w Stanach Zjednoczonych, w stanie Alabama, w hrabstwie Chambers.

## Demografia
Według spisu z roku 2010 jego populacja wynosi 9524 osób. W roku 2023 liczba mieszkańców wzrosła do 10 308 osób, a gęstość zaludnienia do 409 osób/km².